# 日村勇紀
日村 勇紀（ひむら ゆうき、1972年〈昭和47年〉5月14日 - ）は、日本のお笑いタレント、司会者、俳優。お笑いコンビバナナマンのツッコミ担当。相方は設楽統。
広島県東広島市黒瀬町生まれ、神奈川県相模原市中央区出身。ホリプロコム所属。妻はフリーアナウンサーの神田愛花。

## 略歴
広島県東広島市黒瀬町で、会社員の父、保育士の母、兄の4人家族に生まれる。3歳の頃に転居し、神奈川県相模原市で育った。すこやか保育園卒、相模原市立横山小学校卒、相模原市立上溝中学校卒業後、神奈川県立相模田名高等学校在学中に同級生の原田健と共に「陸上部」というコンビで活動していた。渡辺正行主催のお笑いライブ「ラ・ママ新人コント大会」の情報を同級生から得てオーディションに参加。以後も出演することになる。高校卒業の際に渡辺から進路を尋ねられお笑いを続けたい意向を示した所、渡辺に誘われ、1991年に正式に芸能界入り。渡辺の個人事務所である有限会社なべやに所属していた。
しかし、原田が結婚を理由に芸能界から引退することとなり「陸上部」は解散する。一方的に解散を告げられたために日村はショックを受けたが、原田の結婚相手は二人の高校の同級生であり、その人に告白しろとけしかけたのは高校時代の日村だった。解散を告げられ、相方と別れる時には平然を装ったが、家に帰って1人になった途端「1人では芸人は出来ない」と自覚があったため、部屋で号泣し、心配して両親が見に来るほどだった。元来、両親は日村が芸人になることに対して反対はしていなかったが、解散しただけで号泣するとは思っていなかったようであり、両親は「そこまで好きなら頑張りなさい」と日村を激励した。
その後、一年間程はテレビの再現ドラマに出演したり、1994年3月公開の『横浜ばっくれ隊 夏の湘南純愛篇』のツッパリ役や『機動警察パトレイバー 2 the Movie』に脇役の声優として出演するなどして、細々と芸能活動を続けていた。しかし、1993年10月に西秋元喜から「四人でお笑いをやろう」と誘われ、その集まりの席で現在の相方である設楽統と出会う。出会ったその日に設楽の家に泊まることになり、寝る際に電気をつけて「俺たち、これからすごいことになる」と宣言した。その後まもなく、四人組から設楽と日村が脱退する形で現在のバナナマンが結成された。
2008年12月31日から2009年1月3日までの出演数が19番組と、最も出演番組が多い芸人だった。同率2位には15番組でFUJIWARAやはるな愛などがおり、相方の設楽は同率4位の13番組だった。
2015年4月17日発売の写真週刊誌『フライデー』で元NHKアナウンサーの神田愛花との交際が報じられ、双方の事務所も交際を認めた。そして2018年4月7日には、ラジオ番組『バナナマンのバナナムーンGOLD』（TBSラジオ）内で神田との結婚を発表した。
2019年12月13日に、深夜放送のラジオ番組『バナナマンのバナナムーンGOLD』（TBSラジオ）で、「実は私、12月12日、めでたく中型バスの免許を取りましたー！」と発表した。

## 人物
家族構成は父、母、兄。趣味はビリヤード、相撲。アコースティック・ギター やピアノの演奏もできる。タップダンスも得意としており、バラエティ番組などで披露することが度々ある。声が通りづらいことに悩んでいる。

### 名前
愛称は「ヒムケン」。
「陸上部」時代の相方・原田健の愛称がハラケンだったため、それに引きずられて呼ばれるようになったのがきっかけ。設楽と出会った頃は「ヒムケンと呼んで」と言い、しばらく「ヒムケン」「おさむ」と呼び合っていたが、設楽から「ヒムケンっておかしくない？」と言われ、「日村さん」「設楽さん」になった。同期・同世代（土田晃之やネプチューンなど）や、とんねるずは「ヒムケン」と呼んでいる。バカリズムは出会った当初、日村が周囲から「ヒムケン」と呼ばれている光景を見て、日村のことを「ひむらけん」という志村けんのモノマネ芸人だと勘違いしていた。
さらにバカリズムによると、高校時代の友人から「バイブ」と呼ばれていたことがある。2010年7月16日放送の『バナナマンのバナナムーンGOLD』（TBSラジオ）で、設楽が日村本人に確認したところ事実ということが判明。その理由を日村は「たぶん仲間内で話をしているうちに携帯のバイブが鳴っちゃって、それからバイブと呼ばれ始めたのかな」と語っていた。しかし、後日その友人に確認を取ったところ、電動こけしのバイブに似ていたからと判明した。
妻である神田は日村のことを「ソール」と呼んでいる。神田曰く、最初は「勇紀」という名にちなんで「ユーくん」と呼んでいたのだが、次第に「ユーキュン」→「ユキュソ」→「ユキュソール」と変化していき、最終的に「ソール」に落ち着いたとのこと。ちなみに意味は全く分からない。

### 風貌
自他共に認める「ブサイク芸人」として知られる。他には、たるんだ顎や突き出た腹などが特徴的。18歳までは普通だったが、本人曰く「19歳のお盆を境に変になった」とのこと。体型に関しては学生時代は細身で、デビュー時は標準体型より若干太り気味程度だったが、その当時でもコントでは肥満キャラ扱いされていた。27歳くらいの写真を見たおぎやはぎの矢作兼から「すごく可愛い」と言われたが、設楽から「こいつはもうこの世にいない」と言われた。顔は完全に母親似であり、何度かテレビ出演している。父親はロマンスグレーのダンディであり、退職後に家庭菜園やゴルフを楽しんでいるため日焼けしているとのこと。近年は後述の経緯もあって体重が100kg近くまで増加しており、典型的な肥満体となっている。顎がないことが度々取り上げられることがあり、本人も売りにしている。
トレードマークであるマッシュルームカットは、上述の映画『横浜ばっくれ隊 夏の湘南純愛篇』に出演した際に監督から指示されてそうしたことがきっかけとなっており、以降も髪型は変わることなく続いている。
年齢を重ねるに度におばさんのような体つき、顔になってきたことをネタにしている。設楽曰く、日村は国籍不明、年齢不詳、最近は性別もどちらか分からなくなってきたとのこと。
TOWER RECORDSにて写真を撮って貰った時はなぜか毎回ゴム人形のようになってしまうことを気にしている。

### 性格
設楽曰く、頻繁に物忘れをしており、「財布や携帯を忘れるのは当たり前」とのこと。着てきた上着を忘れて帰ることもしばしばあり、その最中に日村は「寒いなあ」と思いながらも忘れたことに全く気付かないとのこと。更にレンタルビデオの延滞料金が20万円クラスになるのを2回も経験しているが、それでも「途中から分かったけど返しにいかない」と本人が語るほど、かなりズボラな性格でもある。しかし、全てのことに対して物忘れが酷いという訳ではないらしく、例えば歌詞に関してはかなり記憶力がいいとのこと。このズボラでものぐさな性格は下記にもあるように自身の健康状態にもかなりの悪影響を及ぼしていることが分かる。
お金遣いは多少荒く、買い物はお札ですることを好み、余った小銭はすべて自宅のバケツに投げ捨てるとのこと。それを銀行に持っていたところ10万円近くあった。さまぁ～ずや設楽によってそのバケツを何度かぶちまけられている。
不衛生な一面もあり、若手時代に日村と同居していたバカリズム（後述）は当時の日村の自宅について「汚かった」と回顧している。当時の日村の家の状況について「床にベビースターラーメンが散らばっていた」「ゴミ袋も溜めまくっていた」などと語られており、相当な汚さであったことが窺える（このことは日村自身も「本当にゴミ屋敷でした」と認めている）。この他にも「タオルは洗わずに何度も使う（バカリズムと共同で使うバスタオルなどは1週間以上洗わないこともあり、いつも濡れていてバスタオルの役割を果たさないほどだった、とのこと）」「壁に画びょうが刺さっていると思って、取ろうとしたらコーンが張り付いて乾いていた」などの不衛生エピソードが多々あり、挙句の果てにはバカリズム曰く日村の体から「犬を抱いた時のような匂いがする」と思ったこともあるという。また、当時のバカリズムの寝床は座椅子であり、それを不憫に思った日村が粗大ごみ置き場から壊れたソファベッドを拾ってきてバカリズムに与えたのだが、そのソファベッドがあまりにも汚かったためにバカリズムは躊躇してしまい、結局日村がそこで寝ていたという。
妻である神田からも結婚前に出演した番組内で、「脱いだアンダーウェアに必ず茶色いものがついている」「日村の家のタオルケットは洗濯してもすぐ臭くなる」などと暴露されていた。
ナルシストな性格であり、設楽は「（日村は）ブサイクと言われるのも本当は嫌（と思っている）」と暴露している。学生時代の同級生からは「クラスで5番目（4番目とも）にモテていた」という根拠の無い自信を持っていたり、フラれた日は尾崎豊の歌を聴いたり、「雨にも濡れたい心境なんだよ」と言って雨に打たれて自分に酔っていたことなどが証言されている。しかし、2018年3月29日放送回の『雨上がり決死隊のトーク番組アメトーーク!』（テレビ朝日）に出演した際は自身の容姿を激しく嫌う素振りを見せており、「ゾッとする時があるんです。自分を見て。ちょっと窓に映った自分を見た時に、すげーゾッとするんです。『こんなに気持ち悪いのか！』って」と自虐的にコメントしていた。また、パスポート用に撮影した自らの顔写真の仕上がりに「すっげえ気持ち悪い！」と訴えていたが、設楽には「いつもの日村さんと変わらない」と言われてしまった。
女性の下着の好みを聞かれて「干してあるパンティー」と答える、『バナナ炎』（TOKYO MX）DVD発売記念イベント内で設楽から「38歳でやってみたいことベスト3」を聞かれた際に1位を「パンティーまみれ」と答える、同じく『バナナ炎』内で「パンツ」について熱弁する など、時折常軌を逸した発言をすることがあり、その度に設楽から「外見だけでなく内面（中身）もヤバい」「猟奇的犯罪者と同じ発想」「ナチュラルボーン変態」 などと突っ込まれている。
テレビなどのメディアでは「ブサイク」などと弄られがちだが、その反面で「女性からはモテる」との声も多い。同じくお笑い芸人のいとうあさこは、過去に日村に対して恋心を抱いていたことを告白している。また、ナインティナインの岡村隆史は日村が結婚を発表した際に「日村さんはモテないキャラみたいに思われていて、世の中の人も驚いていますけど、日村くんはずっとモテています。みなさんが知らないだけで、昔からずっとモテているんですよ」「彼女がいなかったことなんてないと思う。ただただモテていました」と自身が出演するラジオ番組内で暴露したことがある。仲の良いおぎやはぎの2人も「日村さんは優しい」「彼女ができると生活が変わる」などと語っており、日村が恋愛に真面目なタイプであることを明かしている。また、プライベートでも旅行へ行くほどの大親友ケンドーコバヤシから「中身が反町隆史」と呼ばれている。相方の設楽統からも、日村は中身に対して入れ物が違うと言われている。
バナナマンの単独ライブDVDの発売を記念したトーク&握手会を行った際に、握手会の参加者からいきなり平手打ちをされるというトラブルに見舞われた事がある。当然ながらこれはれっきとした暴力行為であり、下手をすればイベントが中止となってもおかしくない出来事だったが、日村は不意の平手打ちに驚きながらもすぐに笑顔に切り替えて、滞りなくイベントは進行していった。この日村の大人な対応には、各方面から称賛の声が多く上がっていた。後日、日村は自身が出演するラジオ番組内でこのことに言及し、「びっくりしちゃった」「唖然とした」と当時を振り返りつつも、「ぶっちゃけ俺は嫌とも思ってない」「別にいいんだけど！」と本音を漏らしていた（ただし、平手打ちに関しては「うまくなかった」と不満だった）。

### 利き手・利き足
利き手が場合によって変則的であり、字を書く際にペンを持つのは右手、箸は左手、ゴルフクラブは右手、バットは左手、ビリヤードは右手、ダーツは右手で持つ。ボールを蹴ったり、スリッパ飛ばしをする際は左足を使う。

### 芸風
コントでは（ボケ・ツッコミの概念がはっきりしない場合が多いものの）ツッコミ担当ではあるが、バラエティ番組ではボケ役となることも多い。
物真似を得意としており、トレンディードラマのワンシーンや昭和歌謡の一節を物真似することがよくある。例えば101回目のプロポーズの武田鉄矢、プロゴルファー織部金次郎の武田鉄矢、3年B組金八先生の武田鉄矢、東京ラブストーリーの織田裕二、パパはニュースキャスターの田村正和。他にも、小林旭、玉置浩二、長渕剛、郷ひろみ、和田アキ子、近藤真彦、田原俊彦、加山雄三などが有名である。
他にも志村けんのだいじょうぶだぁの物真似を、大丈夫？という振りに対して自らBGMを口ずさみだいじょうぶだぁと言うのも定番ギャグとなっている。
子供の頃の貴乃花のインタビュー動画を真似したギャグ、子供の頃の貴乃花というものがあり、「あのね～ぼくね～パパみたいな力士になりたいの～」というセリフを顎を引いてバカらしく言う。イロモネアでは毎回1stラウンドにて物真似を披露している。バナナサンドにて本人の前で披露し、公認をもらった。
ダンスも得意で、よく番組の企画で披露することが多く、リンカーンのウルリン滞在記では東京のギャルサーグループでパラパラを身に付け全国大会で3位となる好成績を叩き出している。他にも番組でタップダンスを習得しており、度々披露する場面が見られる。乃木坂46の「インフルエンサー」を習得しておりライブにて電撃参戦し乃木坂がヒム子をセンターとしたダンスを披露したり、紅白歌合戦ではバックモニターにて再共演を果たした。嵐の「Love so sweet」、荻野目洋子の「ダンシングヒーロー」を登美丘高校ダンス部員のそっくりさんとバブリーダンスを披露した。PSYの「Daddy」、Snow Manの「HELLO HELLO」を踊った過去がある。
2009 - 2010年以降、『ゴッドタン』（テレビ東京）などのテレビ番組でおネエのキャラ「ヒム子」を度々演じる（キャラ上の設定であって、日村自身は「おネエ」ではない）。
昔の歌の歌詞などを事細かに覚えており、設楽から唐突にフラれてもすぐに歌い出すことが可能。他にも道などを正確に記憶しており一度行ったところなどでは距離や時間なども分かる。
カラオケの合いの手を誇張するというギャグを持っている。他にも郷ひろみの「2億四千万の瞳」を、郷ひろみ、和田アキ子、田原俊彦、近藤真彦、小林旭、沢田研二、志村けんの物真似で歌い上げるのが定番となっている。石橋貴明の誕生日パーティーで披露したことがきっかけで『とんねるずのみなさんのおかげでした』において「2億4千万のものまねメドレー選手権」が2011年から2017年にかけて9回（他に番外2回）開催され、日村は絶対王者として君臨していた。また、2014年の『第65回NHK紅白歌合戦』では郷ひろみと共演を果たした。

### 嗜好
とんねるずに憧れている。自身のブログで「とんねるずというコンビは僕にとっての青春! 神さまなんですよ!」と書いている（しかし、『ジョブチューン』（TBS）出演時に「俺らの世代はダウンタウン派かとんねるず派で別れていて、周りは関東人だからとんねるず派が多かったが、高校の時に俺はダウンタウン派だった」と発言。即、問い詰められていた）。
音楽では、TM NETWORK及び小室哲哉の制作曲に自身が幼い頃からハマっており、自他共に認めるFANKSである。特に、TM NETWORKの「Get Wild」はキーボードやピアノで唯一サビだけ演奏することが可能。自身が出演するバラエティ番組で、幾度となく演奏している。2017年4月8日放送の『バナナ♪ゼロミュージック』（NHK）では、小室と共演で「Get Wild」披露。
愛車は991型のポルシェ・911カレラS PDKと、キャデラック・エスカレード（4代目）。ポルシェは、『とんねるずのみなさんのおかげでした』（フジテレビ）の買う企画で最高値となる1599万円でポルシェに買い替えた。以前はくりぃむしちゅーの有田哲平から格安で譲り受けたキャデラック・エスカレード（2代目）、ホンダ・ゼストに乗っていた。
Tシャツ、ジャケット、アウターウェア、ベルト、靴、財布、リュックサック、キーケースなどの身に付けるもののブランドはほとんどルイ・ヴィトンにしている。腕時計はロレックス、オーデマ・ピゲを持っているという話もある。
自宅には愛犬の黒いパグが居る。子供の頃にもダックスフンドのミックスの雑種を飼っており、「ポコ」という名前で雌だった。毎年子供を産むため雄は貰い手がいたが、雌は人気がなく、その子供の「アイ」「ノン」「エル」と一時期4匹飼っていた。「タイスケ」という猫も飼っていた（台風の日に父親が住んでいる団地の下で拾ってきた事から、名付けられた）。他にも金魚やザリガニ、亀やカエルを飼っていた。
ネズミが大の苦手である。理由として、昔家で一人でいると物音が聞こえ台所を見てみるとネズミが排水溝にある物を食べていてその翌日から部屋にノミが大発生したため。それから、ワープロでネズミを退治しましょうというチラシを自作し近所に配ったことがある。

高校生の頃に近くの池でザリガニが釣れるとのことで、一人でよく釣りにいっていたことが明かされている。設楽曰く、高校生でそんなことする人いないとのこと。
好きな食べ物はおでん（特にちくわぶ）、茄子、バラマンディ、きりたんぽ、ポテトサラダ、麻婆豆腐、うどん。麻婆豆腐が好きな理由は昔は歯が弱かったため噛まないものを好んでいたためである。
嫌いな食べ物はスイカ、メロン、梅干し。スイカが嫌いな理由は子供の頃にカブト虫を飼っており、夏場で餌のスイカが腐りやすく、その臭いを苦手としている。本人曰くカブトムシを食べているのと一緒とのこと。メロンは以前は食べられたが、設楽から「メロンも一緒だ」と2時間言われ続けた結果、本当に嫌いになってしまった。しかし、2020年5月8日放送の『バナナマンのバナナムーンGOLD』でスイカ克服チャレンジが行われると、スイカも梅干しもはちみつをかければ食べられる事が判明した。
2019年以降、『バナナマンのバナナムーンGOLD』内でバスの運転手になって設楽や普段お世話になっている友人たちを乗せたいという夢を度々語っていたが、12月14日、同番組にて中型自動車免許を取得したことを発表した。2021年からは、日村がマイクロバスを運転する送迎バラエティ番組『ひむバス!』（NHK総合）が不定期で放送されている。

### 交友関係
若手時代、バカリズム升野と2年ほど同居していたことがある。
ケンドーコバヤシとは彼が上京して初めての番組で共演したことがきっかけとなり親睦を深めていき、現在では一緒に海外旅行に行ったりするほどの関係である。「東京ポテトサラダボーイズ」という旨いポテトサラダを食べる会を開いている。
格闘家の所英男とは親交が深く、一緒に飲みに行ったり海外旅行をするほどの仲である。所と出会ったきっかけは、日村が所属する事務所の後輩コンビであるダブルブッキングが所と一緒に仕事をした関係で仲が良かったため、それを聞いた日村が「俺も会いたい」とメンバーの黒田俊幸にお願いしたことから。所とはプライベート以外でもバラエティ番組やラジオ番組などで何度か共演したことがある。また、所も自身のTwitterやブログ、または自身が受けたインタビューなどで日村の話題を出すことがある。
歌謡グループ・純烈のメンバー且つリーダーの酒井一圭とは、お互い無名時代に映画『横浜ばっくれ隊』で共演しており、このことが縁で当時は仲が良かった。また、酒井によれば、当時の日村から「新しい相方」として設楽を紹介されていたことも明かしている。純烈が注目を浴びるようになったことがきっかけで、酒井とはバラエティ番組で再び何度か共演を果たしている。
毎年、誕生日には星野源がバースデーソングを作成し、『バナナマンのバナナムーンGOLD』で披露される。日村が「彼女（今の妻）とベランダから救急車を見ていた」と写真週刊誌で報道されたことを歌詞にした「救急車のサイレンが」という部分を気に入り、2年後に発売した「Family Song」に取り入れたり、設楽を褒めた「ノンストップ！ノンストップ！」というバースデーソングを贈った直後に『ノンストップ!』（フジテレビ）のテーマソングを依頼され、そのまま取り入れている。また、42歳のバースデーソングは「SUN」の原曲となっており、楽曲名も日村からとられたものである。
テレビ東京系列で放送されている『乃木坂工事中』で共演していた元乃木坂46の阪口珠美の父親と幼馴染みである。

### 健康状態
かなり腹を下しやすい体質であり、自らが出演した番組内で「年間360日は下痢状態」であると語った事がある。また行く先々で便意を催して漏らしてしまう頻度も多く、そのような場面に直面したエピソードが多々存在する。代表的なものに「中学1年生の時に遠足の行きのバス内で漏らしてしまったがバレずに何とか回避した」。
2008年にレーシックを受け、視力が良くなったが、かつては自宅で度入りのサングラスをして生活していた。
歯並びは悪く、本人曰く「ガチャ歯でキっ歯」。2011年1月にインプラントの治療を開始。2011年5月20日の『バナナマンのバナナムーンGOLD』で既に下の奥歯を入れたことについて触れ、その感想を「歯磨きってこんなに泡立つんだ〜」と述べている。また、この数週間後には治療のため前歯を全て抜くことも決定していた。2011年11月4日の『はなまるマーケット』（TBS）にゲスト出演した際に、前歯は既に抜き、現在は仮歯を装着していることを明かした。しかし、元来のものぐさな性格が災いしてか仮歯装着後本歯が完成しても装着することなく3年以上も仮歯で過ごしており、そのことを先輩である加藤浩次がラジオで言及し非難された。その後、2013年3月にようやく本歯を装着。治療の様子は『バナナマンのバナナムーンGOLD』で録音実況され、加藤に対しても手紙で報告した。2021年8月29日の『バナナマンの早起きせっかくグルメ！！』にて、インプラントの全治療が終了したことを報告した。
デビュー当時は体重が62kgだったが、2012年には体重90kgで血圧が最高210、最低132となり、人間ドックで「死にますよ」とまで言われてしまったため、『とんねるずのみなさんのおかげでした』の企画でダイエットを敢行。1か月で12kgもの減量に成功した。
2013年9月には高血圧から来る喘息症状のため緊急入院。医者からは「急性心不全の恐れがある」と診断され、暫くの間休養を余儀なくされた。

## 出演

### バラエティ

#### 現在の出演番組
テレビ
- バナナマン日村が歩く! ウォーキングのひむ太郎（2021年7月11日・10月5日 - 、BS朝日） - 冠番組
- ひむバス!（2021年11月3日 - 2025年3月20日（不定期放送）、2025年4月3日 - （レギュラー放送）、NHK総合） - 冠番組
- サクサクヒムヒム ☆推しの降る夜☆（2025年4月 - 、日本テレビ） - MC・冠番組

#### 過去の出演番組
テレビ
- 東京ラブパラダイス（1992年1月11日、TBSテレビ） - 素人時代に出演[要出典]
- リンカーン内コーナー『バナナマン日村のすべる話』（2008年、TBSテレビ） - コーナー司会
- VS嵐 (フジテレビ)
  - 2008年11月22日 ゲストチーム
  - 2009年6月20日 ゲストチーム
  - 2010年7月22日 嵐チーム プラスワンゲスト
  - 2012年1月3日 嵐チーム スペシャルプラスワンゲスト
  - 2013年4月18日 嵐チーム プラスワンゲスト
  - 2015年3月19日 嵐チーム プラスワンゲスト
  - 2016年1月21日 嵐チーム プラスワンゲスト
  - 2019年7月25日
  - 2020年10月8日 嵐チーム プラスワンゲスト
- もてもてナインティナイン（2011年11月 - 2014年3月、TBSテレビ） - レギュラー[76]
- ギャンブル・ザ・ワールド（2014年4月 - 6月、TBSテレビ） - レギュラー[77]
- 「それってどんなヒト?」捜査バラエティ Gメン99（2014年4月 - 2014年9月、TBSテレビ）– レギュラー[78]
- 6人の村人!全員集合（2014年8月20日、TBSテレビ） - 特別番組[79]
- 優しい人なら解ける クイズやさしいね（2015年11月3日 - 2017年3月28日、フジテレビ） - レギュラー
- あなたの前で言わせてください コレつくったの私です（2016年5月3日 - 5月17日、テレビ東京） - 司会[80]
- 万年B組ヒムケン先生（2016年4月25日 - 2017年3月27日、TBSテレビ） - メインキャスト・冠番組
- 超人マゼル（2017年5月8日 - 9月11日、CBCテレビ） - 司会、月1放送。
- 青春高校3年C組（2018年4月6日 - 2020年3月24日・2020年4月7日 - 2021年3月16日、テレビ東京） - 金曜日のみ司会。→深夜枠でも継続して司会
- 今年最後に…アナタに逢えた!（2021年12月30日、テレビ東京） - 司会
  - 日村・小杉・飯塚のようこそ!再会の夜に。（2022年8月6日、テレビ東京） - 上記の第二弾
  - ようこそ！再会の夜に。2022今年最後に会いたい人誰ですか？SP（2022年12月30日、テレビ東京） - 上記の第三弾

ネット配信
- 住住
  - シーズン2（2020年4月8日 - 2020年5月23日、hulu） - 本人 役
  - シーズン3（2021年4月25日 - 6月27日、Hulu） - 本人 役
- HITOSHI MATSUMOTO presents ドキュメンタル（2017年、Amazonプライム・ビデオ） - シーズン2
  - Documentary of Documental（2017年、Amazonプライム・ビデオ） - シーズン1
- バラエティ開拓バラエティ 日村がゆく（2017年4月26日 - 2020年3月18日・2021年1月17日、AbemaTV）[81] - 冠番組

### テレビドラマ
| 放送年 | 放送局     | 作品名                               | 役名                          | 備考                                                  |
| ------ | ---------- | ------------------------------------ | ----------------------------- | ----------------------------------------------------- |
| 1993年 | テレビ朝日 | こだくさん                           |                               |                                                       |
| 1997年 | テレビ朝日 | 土曜ワイド劇場 京都お見合いツアー    | 滋賀県警刑事                  |                                                       |
| 1998年 | テレビ朝日 | 土曜ワイド劇場“繭の密室”連続殺人事件 | 田坂勝彦                      |                                                       |
| 2005年 | BSフジ     | RUN AWAY GIRL 流れる女               | 絵里香のファン                |                                                       |
| 2006年 | TBSテレビ  | アキハバラ@DEEP                      | ダルマ                        |                                                       |
| 2006年 | ABC        | 富豪刑事デラックス                   | 野村紀男                      | 第9話ゲスト                                           |
| 2007年 | テレビ東京 | 去年ルノアールで                     | 店員C                         |                                                       |
| 2007年 | フジテレビ | 暴れん坊ママ                         | 金井玉男                      |                                                       |
| 2009年 | テレビ東京 | ケータイ捜査官7                      | カズ                          | 第39話ゲスト                                          |
| 2009年 | テレビ朝日 | 就活のムスメ                         | 白藤龍之介                    |                                                       |
| 2009年 | テレビ朝日 | マイガール                           | 木村英生                      |                                                       |
| 2010年 | 日本テレビ | 笑う女優「青い鳥」                   | 山田純平                      |                                                       |
| 2011年 | テレビ朝日 | ハガネの女 season2                   | 屋台の客                      | 第5話ゲスト                                           |
| 2011年 | フジテレビ | 謎解きはディナーのあとで             | 店員                          | 第6話ゲスト                                           |
| 2011年 | テレビ朝日 | 11人もいる!                          | 不動産                        | 最終話ゲスト                                          |
| 2012年 | TBSテレビ  | イロドリヒムラ                       | 週ごとに変わる                | 主演                                                  |
| 2013年 | TBSテレビ  | 放課後グルーヴ                       | 村田哲                        | 第4話ゲスト                                           |
| 2014年 | テレビ東京 | 牙狼-GARO- -魔戒ノ花-                | セキヤ                        | 第1話ゲスト                                           |
| 2014年 | フジテレビ | 素敵な選TAXI                         | 共犯刑事                      | 第7 - 8話 劇中ドラマ『犯罪刑事』                      |
| 2015年 | フジテレビ | 容疑者は8人の人気芸人                | 本人                          |                                                       |
| 2020年 | NHK        | エール                               | - 土曜日ナビゲーター - 春日部 | 2020年11月16日放送分においてNHK職員の春日部として出演 |

### テレビアニメ
| 放送年 | 放送局       | 作品名                      | 役名   |
| ------ | ------------ | --------------------------- | ------ |
| 2015年 | ディズニーXD | スター・ウォーズ 反乱者たち | ソクロ |

### 映画
| 公開年 | 作品名                                       | 役名                               | 備考                   |
| ------ | -------------------------------------------- | ---------------------------------- | ---------------------- |
| 1993年 | 機動警察パトレイバー 2 the Movie             | 整備員                             | 声の出演               |
| 1994年 | 横浜ばっくれ隊                               | 寛一                               | シリーズ全3作 出演     |
| 1995年 | BAD GUY BEACH                                | 小暮                               |                        |
| 2003年 | Jam Films2「HOOPS MEN SOUL」                 | ユーキ                             |                        |
| 2005年 | 恋骨 KOIBONE 劇場版                          |                                    |                        |
| 2005年 | ホールドアップダウン                         | 通り魔の男                         |                        |
| 2007年 | キャプテントキオ                             | 署長                               |                        |
| 2007年 | 舞妓haaaan!!!                                | カメラ小僧                         |                        |
| 2008年 | ビルと動物園                                 | 社員                               |                        |
| 2008年 | ハンサム★スーツ                              | ブサイク男                         |                        |
| 2009年 | エト-eto-                                    | エト                               | 声の出演               |
| 2009年 | 守護天使                                     | 田舎の青年                         |                        |
| 2009年 | モンスターVSエイリアン                       | ボブ                               | 声の出演               |
| 2010年 | 最高でダメな男・築地編「築地で一番ダメな男」 |                                    | 主演                   |
| 2010年 | インシテミル 7日間のデス・ゲーム             | インディアン人形                   | 声の出演               |
| 2011年 | ハッピー フィート2 踊るペンギンレスキュー隊  | オキアミのビル                     | 声の出演（日本語吹替） |
| 2012年 | それいけ!アンパンマン よみがえれ バナナ島    | コロリン                           | 声の出演               |
| 2015年 | 新選組オブ・ザ・デッド                       | 屑山下衆太郎                       | 主演                   |
| 2015年 | ミニオンズ                                   | ウォルターJr./ファブリース（兼役） | 声の出演（日本語吹替） |
| 2016年 | ペット                                       | デューク                           | 声の出演（日本語吹替） |
| 2019年 | ペット2                                      | デューク                           | 声の出演（日本語吹替） |
| 2023年 | 宇宙人のあいつ                               | 真田夢二(長男)                     | 出演                   |

### CM
- 明治チョコレート やわらか（1995年） - 中谷美紀と共演。
- ユニバーサルミュージック 「DJ KAORI'S INMIX VI」（2010年9月）[84]
- イオン「トップバリュ インナー」（2013年12月） - 大久保佳代子と共演。
- 花王 「ビオレUVエッセンス」（2018年2月） - 西野七瀬と声の出演。
- キャッシュレス・ポイント還元事業（経済産業省）
  - 日村勇紀さん 釣り具屋 予告編（2019年9月13日 - ）
  - 日村勇紀さん 釣り具屋 本編（2019年10月1日 - ）
  - バナナマン日村さん 30秒でわかる解説 編（2019年12月 - ）
- スケッチャーズ「Skechers Hands Free Slip-ins™（スケッチャーズ ハンズフリー スリップインズ）」(2023年9月23日-)　LiLiCoと共演。[78]

### ゲーム
- ドクターロートレックと忘却の騎士団（ポール・ルプティ）[85]

### スマートフォンアプリ
- バナナマン日村さん危機一髪（2013年、TAKARATOMY ENTAMEDIA）[86]